# 존 힐러먼

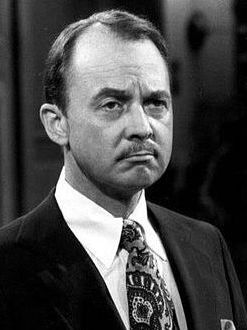

존 힐러먼(John Benedict Hillerman, 1932년 12월 20일 ~ 2017년 11월 9일)는 미국의 배우이다.
휴스턴에서 사망하였다.

## 방송
- 매그넘 P.I

## 영화
- 브래디 펀치 2 - 유쾌한 가족 (1996년)
- 베를린의 음모 (1992년)
- 셜록홈즈의 악마의 조력자들 (1990년) - 닥터 존 왓슨 역
- 80일간의 세계일주 (1989년)
- 어솔트 앤드 매트리모니 (1987년)
- 애꾸눈 해피 (1982년)
- 세계사 (1981년)
- 매그넘 P.I. (1980년)
- 썬번 (1979년) - 웹 역
- 배신의 총구 (1978년)
- 킬 미 이프 유 캔 (1977년)
- 사랑의 유람선 (1977년)
- 저승에서 온 딸 (1977년)
- 앳 롱 라스트 러브 (1975년)
- 럭키 레이디(영어판) (1975년) - 맥티그 역
- 브레이징 새들스 (1974년)
- 차이나타운 (1974년)
- 암흑가의 대결 (1973년)
- 페이퍼 문 (1973년) - 제스 하딘 역
- 평원의 무법자 (1973년)
- 캐리 트리트먼트 (1972년)
- 왓츠 업 덕 (1972년)
- 보잉 707 비상 착륙 (1972년)
- 홍키 (1971년)
- 마지막 영화관 (1971년)
- 하와이 5-0수사대 (1968년)